# Index Translationum
El Index Translationum es la base de datos de la UNESCO de traducciones de libros. 
La traducción de libros ha sido una práctica constante a lo largo de la historia, sin que un registro centralizado de la misma se hubiese hecho hasta no hace mucho. La Sociedad de Naciones estableció un registro de traducciones en 1932. En 1946, las Naciones Unidas sustituyeron a la Sociedad y la UNESCO fue encargada de continuar con el Index. En 1979, los registros fueron informatizados.
Desde que el Index cuenta las traducciones de obras individuales, los autores con muchos libros pero con pocas traducciones pueden aparecer en puestos más altos que autores con pocos libros pero con muchas traducciones. Así, por ejemplo, aunque la Biblia es el libro individual más traducido del mundo, no aparece entre los 10 primeros del index. El Index recuenta a The Walt Disney Company, que utiliza muchos escritores, como si fuese solo uno. Autores con nombres similares son en ocasiones agrupados en una única entrada, por ejemplo, el ranking para "Hergé" sirve no solo para el autor de Tintín (Hergé), sino también para B.R. Hergehahn, Elisabeth Herget y Douglas Hergert. Por lo tanto, los autores en cabeza, tal como el Index los presenta, son la consecuencia de un mecanismo de clasificación de la base de datos cuyos resultados requieren interpretación.

## Los más traducidos de acuerdo con el Index
Agosto de 2008:
1. Agatha Christie
2. Julio Verne
3. William Shakespeare
4. Lenin
5. Enid Blyton
6. Barbara Cartland
7. Danielle Steel
8. Hans Christian Andersen
9. Stephen King

El ranking Index sufre cambios, así, por ejemplo, en abril de 2008 Shakespeare superó a Lenin.